# 哥白尼计划
哥白尼计划（Copernicus Programme），又称：全球环境与安全监测计划（Global Monitoring for Environment and Security） (GMES)，由欧洲委员会和欧洲太空总署联合倡议，于2003年正式启动的一项重大航天发展计划，主要目标是通过对欧洲及非欧洲国家（第三方）现有和未来发射的卫星数据及现场观测数据进行协调管理和集成，实现环境与安全的实时动态监测，为决策者提供数据，以帮助他们制定环境法案，或是对诸如自然灾害和人道主义危机等紧急状况作出反应，保证欧洲的可持续发展和提升国际竞争力。“哥白尼计划”是继“伽利略计划”之后又一个以著名科学家命名的重大科技发展计划。

## 历史
2003年，欧洲委员会和欧洲空间局的执行委员会正式签署了建立全球环境与安全监测（GMES）网络的计划，GMES并不局限于全球环境的保护：还包括了欧洲政策、民间防御、维和行动等方面的安全内容。甚至用于军事。超越了纯民用范畴。该计划以全球环境与安全实时动态监测管理为目标，实现欧洲的可持续发展并提升其国际影响力。 
2012年12月11日，欧洲委员会副主席兼企业与工业委员安东尼奥·塔亚尼（Antonio Tajani）在欧盟竞争理事会会议上宣布将全球环境与安全监测计划（GEMS，Global Monitoring for Environment and Security）更名为哥白尼（Copernicus）计划，以提高公众对地球观测计划的认知。
2013年3月，欧洲各国领导人同意在2014-2020年多年度财政框架(MFF)内纳入哥白尼计划(GMES)，MFF将分配给哥白尼计划37.86亿欧元，包括GMES服务、原位组件(陆海空传感器网络)、太空组件，以确保对该计划长期运行阶段的投资。首颗“哨兵”（Sentinel）卫星预计在2013年底发射。

## 空间任务
- 哨兵1号 将提供陆地和海洋全天候、昼夜雷达成像的服务。哨兵1号卫星于2014年4月3日在圭亚那航天中心由聯盟號運載火箭发射上天[3];
- 哨兵2号 将提供高分辨率的光学成像服务(如植被、土壤和水覆盖、内河和沿海地区的影像)。哨兵2号还将提供紧急信息服务。预计在2015年发射;
- 哨兵3号 将提供海洋和全球土地监测服务。在2015年发射;
- 哨兵4号, 开始对第三代气象卫星有效载荷，为大气成分监测提供数据。在2017年发射;
- 哨兵5号 也会对大气成分监测提供数据。它将搭乘欧洲气象卫星组织极地系统(EPS)的航天器在2019年上空;
- 哨兵6号 接替Jason-2卫星维持高精度测高任务。

## 备注
1. ↑  欧洲全球环境与安全监测计划更名为哥白尼计划 （页面存档备份，存于） 中华人民共和国科学技术部（2013年01月24日）
2. ↑  欧洲批准“全球环境与安全监测”航天计划 （页面存档备份，存于） 中国新闻网（2013年3月4日）
3. ↑  « Arianespace boosts Sentinel-1A Earth observation satellite into orbit », Arianespace Press Release, 3 avril 2014